# Missão crítica
Em Tecnologia da informação, Missão crítica é o termo utilizado no que diz respeito a disponibilidade de aplicações, serviços e processos dos quais a paralisação ou perda de dados importantes poderiam gerar transtornos, não apenas financeiros, mas também sociais. Normalmente, uma série de equipamentos e tecnologias são aplicadas ao ambiente que comporta esse tipo de serviço, visando tolerância a falhas e alta disponibilidade.